# Paul Schmidt (lekkoatleta)
Paul-Gerhard Schmidt (ur. 9 sierpnia 1931 we wsi Nebrowo Wielkie) – zachodnioniemiecki lekkoatleta, specjalizujący się w biegach średniodystansowych, uczestnik letnich igrzysk olimpijskich w Melbourne (1956) oraz Rzymie (1960).
Mąż sprinterki Charlotte Böhmer.

## Sukcesy sportowe
- siedmiokrotny medalista mistrzostw RFN w biegu na 800 m: sześciokrotnie złoty (1956, 1957, 1958, 1960, 1961, 1962) oraz srebrny (1959)[1]
- siedmiokrotny medalista halowych mistrzostw RFN w biegu na 800 m: czterokrotnie złoty (1957, 1958, 1959, 1961) oraz trzykrotnie srebrny (1956, 1962, 1964)[2]

| Rok  | Miasto    | Zawody               | Konkurencja   | Wynik      |
| ---- | --------- | -------------------- | ------------- | ---------- |
| 1958 | Sztokholm | Mistrzostwa Europy   | bieg na 800 m | 3. miejsce |
| 1960 | Rzym      | Igrzyska olimpijskie | bieg na 800 m | 4. miejsce |
| 1962 | Belgrad   | Mistrzostwa Europy   | bieg na 800 m | 3. miejsce |

## Rekordy życiowe
- bieg na 800 metrów – 1:46,2 – Kolonia 20/09/1959